# Cryodrakon
Cryodrakon (que significa "dragón frío del viento del norte") es un género extinto de pterosaurio azdárquido que vivió durante el período Cretácico Superior en lo que ahora es Canadá. Solo se conoce a una especie, C. boreas, cuyos restos fueron hallados en la Formación Dinosaur Park.

## Descubrimiento
Desde el año 1972, huesos de grandes azdárquidos han sido reportados en Alberta, representando los primeros hallazgos de pterosaurios de Canadá. Estos fueron ocasionalmente referidos a Quetzalcoatlus sp. Investigaciones adicionales llevadas a cabo por Michael Habib indicaron que estos restos pertenecen a un taxón nuevo para la ciencia.
En 2019, fue nombrada y descrita la especie tipo Cryodrakon boreas por David William Elliott Hone, Michael Habib y François Therrien. El nombre del género se deriva del griego κρύος kryos, "frío helado", y δράκων, drakon, "dragón". El nombre de la especie es idéntico al de Boreas, el viento del norte. Habib había considerado también a viserion como nombre de la especie, como referencia al dragón de hielo de Juego de Tronos.
El espécimen holotipo, TMP 1992.83, fue hallado en una capa de la Formación Dinosaur Park que data de finales de la época del Campaniense. Esta capa data de entre 76.7 a 74.3 millones de años, y el yacimiento de la excavación se sitúa cerca de capa más inferior o antigua de ese rango temporal. El holotipo consta de un esqueleto parcial que carece de cráneo. Contiene una cuarta vértebra cervical, una costilla, un húmero, un hueso pteroide, un cuarto metacarpiano, una tibia y un metatarso. El esqueleto fue excavado en 1992 en la Cantera Q207 y fue reportado y parcialmente descrito en 1995. Sus huesos no estaban articulados pero sí asociados. Estos pertenecerían a un individuo inmaduro. Además, es el único pterosaurio hallado en Canadá que está representado por un esqueleto en lugar de simples huesos aislados. Fue descrito con más detalle en 2005.
Todo el material de azdárquidos de la Formación Dinosaur Park fue referido a esta especie. Los especímenes consisten en las vértebras cervicales TMP 1996.12.369, TMP 1981.16.107, TMP  1980.16.1367, TMP 1989.36.254 y TMP 1993.40.11; el escapulocoracoides TMP 1981.16.182; la ulna TMP 1965.14.398; los cuartos metacarpianos TMP 1979.14.24, TMP 1987.36.16 y TMP 2005.12.156; las falanges alares TMP 1972.1.1, TMP 1982.19.295 y TMP 1992.36.936; y el fémur TMP 1988.36.92. Los huesos pertenecen a individuos con varias edades biológicas, entre ellos juveniles y un gran ejemplar adulto. Muchos de los huesos son de animales de talla mediana. En 2019 sólo las vértebras cervicales fueron descritas en detalle, mientras que los huesos de otras partes del cuerpo ya habían sido tratados en 2005.

## Descripción
El material descubierto indica que los individuos eran de distintos tamaños. El espécimen TMP 1996.12.369, una quinta vértebra cervical con una longitud de solo 10.6 milímetros, proviene de un animal juvenil con una envergadura estimada en cerca de dos metros. Muchos de los huesos, entre ellos los del holotipo, son de dimensiones similares a los de Quetzalcoatlus sp., lo que implicaría una envergadura de unos cinco metros. El espécimen TMP 1980.16.1367 es una quinta vértebra cervical con una longitud original estimada en cincuenta centímetros, lo que indica que sería de un animal igual en tamaño al holotipo de Quetzalcoatlus northropi, cuya envergadura se ha estimado en diez metros. Esta vértebra fue identificada erróneamente en 1982 como un fémur de un pterosaurio con una envergadura de trece metros.
Cryodrakon era proporcionalmente similar a Quetzalcoatlus y a otros azdárquidos avanzados de cuello largo, aunque sus huesos algo más robustos sugieren que era levemente más pesado.
Cryodrakon se distingue de todos los demás azdárquidos conocidos por dos características de sus vértebras del cuello. Las fosas neumáticas laterales o pneumatóporos, un par de pequeñas aberturas que conducen a sacos de aire a cada lado del canal neural, se posicionaban cerca del borde inferior del canal neural, mientras que en otros azdárquidos (con la supuesta excepción de Eurazhdarcho) se situaban mucho más alto. La segunda característica distintiva se relaciona con sus postexapófisis, que son grandes protuberancias adyacentes a la conexión posterior que sobresale en la superficie de contacto de cada vértebra, el cotilo. Las postexapófisis de Cryodrakon eran prominentes en cuanto a su ancho pero su longitud era corta, estaban claramente separadas del cotilo, y sus facetas se dirigían hacia abajo.

## Filogenia
Cryodrakon fue clasificado en la familia Azhdarchidae en 2019. No se llevó a cabo un análisis cladístico que clarificara las relaciones precisas de este con los otros azdárquidos. Pudo haber sido uno de los más antiguos azdárquidos de América del Norte.